# Junonia
Genre
Junonia est un genre de lépidoptères (papillons) de la famille des Nymphalidae, de la sous-famille des Nymphalinae et de la tribu des Junoniini.
Présent sur tous les continents hormis l'Europe et l'Antarctique, il comprend une trentaine d'espèces.

## Systématique
Le genre Junonia a été décrit par l'entomologiste allemand Jakob Hübner en 1819.
L'espèce type pour le genre est Papilio lavinia Cramer, [1775], aujourd'hui appelée Junonia evarete (Cramer, [1779]).
Les trois noms suivants sont des synonymes juniors subjectifs de Junonia, :
- Alcyoneis Hübner, [1819]
- Aresta Billberg, 1820[4]
- Kamilla Collins & Larsen, 1991[5]

## Histoire évolutive
La phylogénie de Junonia et des genres voisins a été étudiée dans les années 2000 grâce à des méthodes moléculaires.
Ces études ont notamment montré que le genre Precis, longtemps confondu avec Junonia, en est phylogénétiquement district et ne comporte que des espèces africaines,.
Il s'avère par ailleurs que le genre Junonia trouve son origine il y a environ 20 Ma sur le continent africain, à partir duquel il s'est dispersé vers l'Asie puis vers d'autres continents, ce qui a catalysé la spéciation.

## Liste des espèces
- Junonia adulatrix (Fruhstorfer, 1903) — Sumba.
- Junonia africana (Richelmann, 1913) — Cameroun.
- Junonia almana (Linnaeus, 1758) — Asie du Sud et du Sud-Est.
- Junonia ansorgei (Rothschild, 1899) — du Cameroun à l'Éthiopie.
- Junonia artaxia Hewitson, 1864 — Sud et Est de l'Afrique.
- Junonia atlites (Linnaeus, 1763) — Asie du Sud et du Sud-Est.
- Junonia chorimene (Guérin-Méneville, [1844]) — Afrique.
- Junonia coenia Hübner, [1822] — Sud et Est des États-Unis, Mexique.
- Junonia cytora Doubleday, 1847 — Ouest de l'Afrique.
- Junonia cymodoce (Cramer, [1777]) — Ouest de l'Afrique.
- Junonia divaricata C. & R. Felder, [1867] — Amérique du Sud.
- Junonia erigone (Cramer, [1775]) — Indonésie.
- Junonia evarete (Cramer, [1779]) — Amérique du Sud.
- Junonia genoveva (Cramer, [1780]) — Amérique du Sud.
- Junonia goudoti (Boisduval, 1833) — Madagascar, Comores.
- Junonia gregorii Butler, [1896] — Est de l'Afrique.
- Junonia grisea Austin & Emmel, 1998 — Sud-Ouest des États-Unis, Nord-Est du Mexique.
- Junonia hadrope Doubleday, [1847] — Ghana.
- Junonia hedonia (Linnaeus, 1764) — de la Malaisie à l'Australie.
- Junonia hierta (Fabricius, 1798) — Afrique, Arabie, Asie du Sud et du Sud-Est.
- Junonia intermedia (C. & R. Felder, [1867]) — Indonésie.
- Junonia iphita (Cramer, [1779]) — Asie du Sud et du Sud-Est.
- Junonia lemonias (Linnaeus, 1758) — Asie du Sud et du Sud-Est.
- Junonia litoralis Brévignon, 2009 — Amérique du Sud.
- Junonia natalica (C. & R. Felder, 1860) — Sud et Est de l'Afrique.
- Junonia neildi Brévignon, 2004 — Antilles, Floride, Texas, Mexique.
- Junonia nigrosuffusa Barnes & McDunnough, 1916 — Sud-Ouest des États-Unis, Mexique.
- Junonia oenone (Linnaeus, 1758) — Afrique, Arabie.
- Junonia orithya (Linnaeus, 1758) — Afrique, Arabie, Asie du Sud et du Sud-Est, Australasie.
- Junonia pacoma Grishin, 2020 — Mexique.
- Junonia rhadama (Boisduval, 1833) — Madagascar, Comores, Mascareignes, Seychelles.
- Junonia schmiedeli (Fiedler, 1920) — Afrique centrale.
- Junonia sophia (Fabricius, 1793) — Afrique tropicale et équatoriale.
- Junonia stemosa Grishin, 2020 — Texas.
- Junonia stygia (Aurivillius, 1894) — Afrique tropicale et équatoriale.
- Junonia terea (Drury, 1773) — Afrique tropicale et équatoriale.
- Junonia timorensis Wallace, 1869 — Timor et îles proches.
- Junonia touhilimasa Vuillot, 1892 — Centre et Sud de l'Afrique.
- Junonia vestina C. & R. Felder, [1867] — Amérique du Sud.
- Junonia villida (Fabricius, 1787) — Océanie.
- Junonia wahlbergi Brévignon, 2008 — Amérique du Sud.
- Junonia westermanni Westwood, 1870 — Centre de l'Afrique.
- Junonia zonalis C. & R. Felder, [1867] — Antilles, Floride.

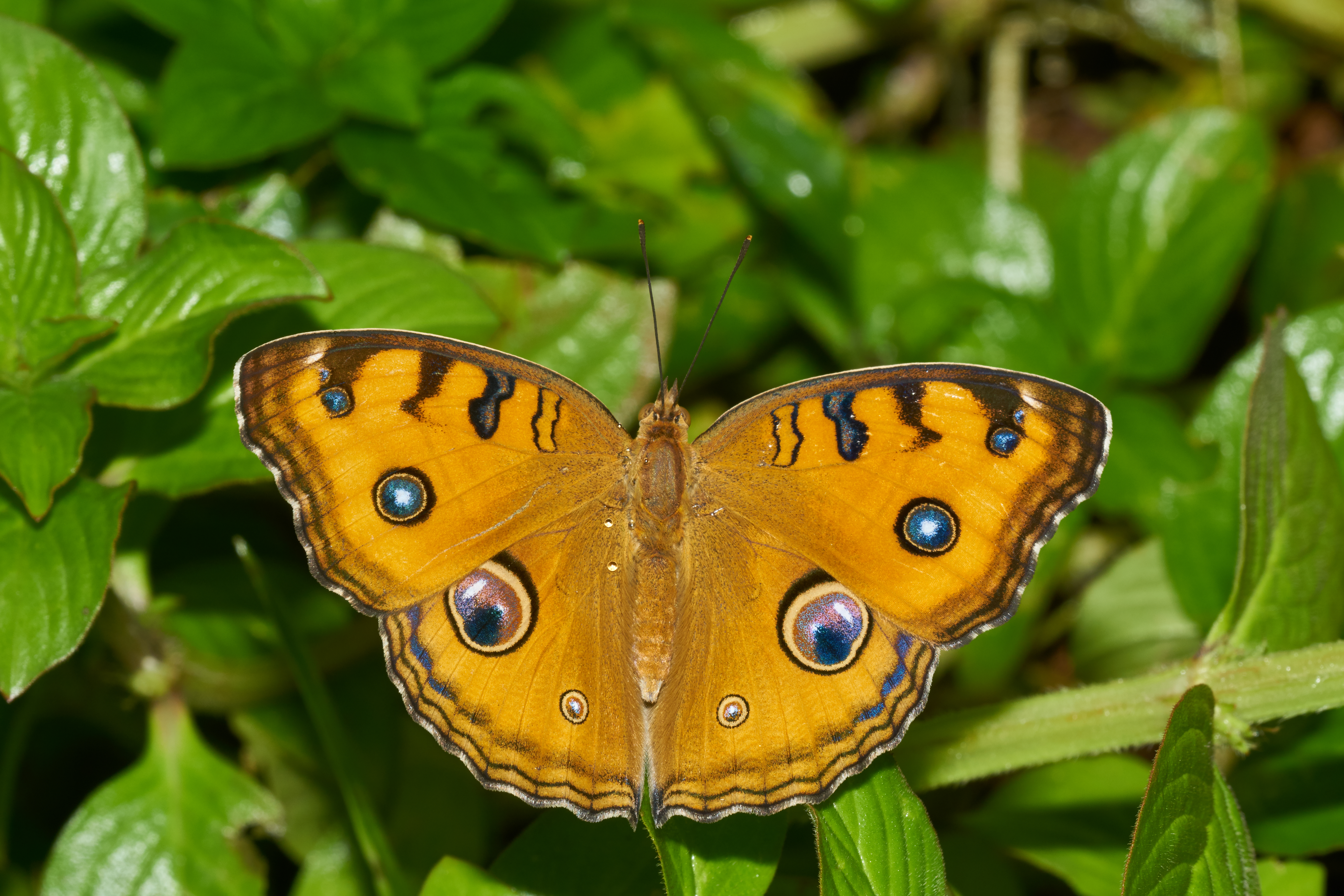
Junonia almana
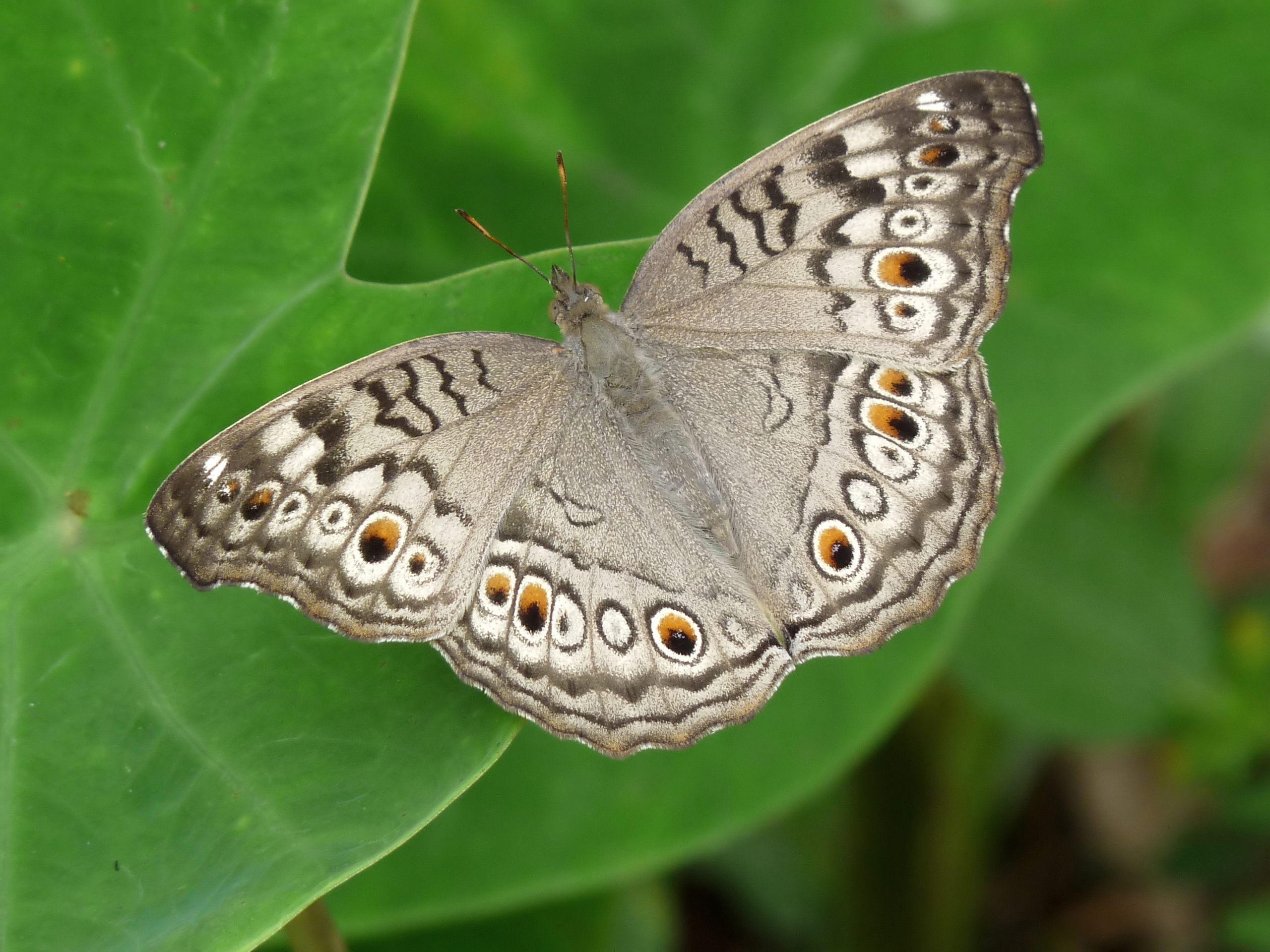
Junonia atlites
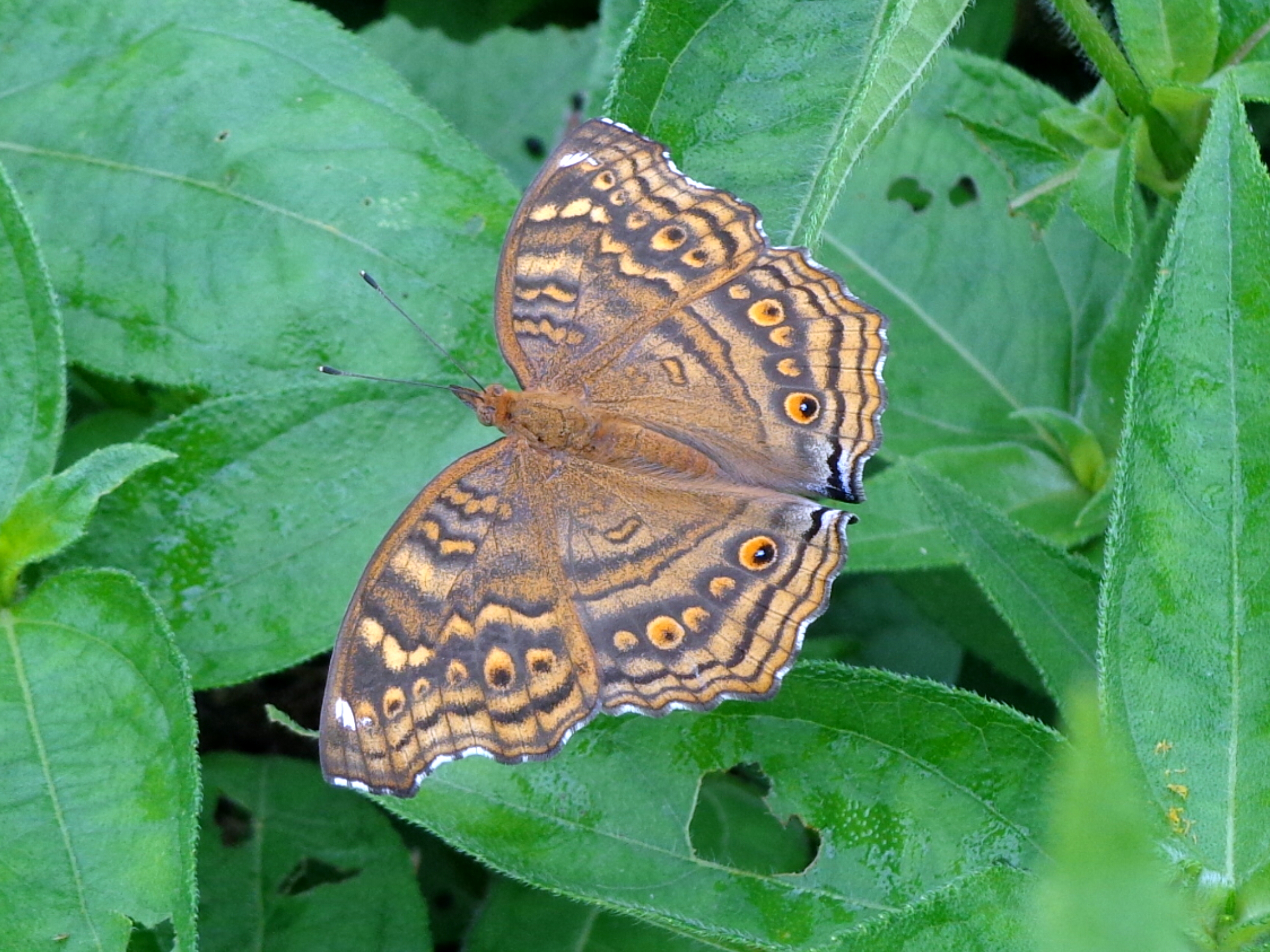
Junonia chorimene
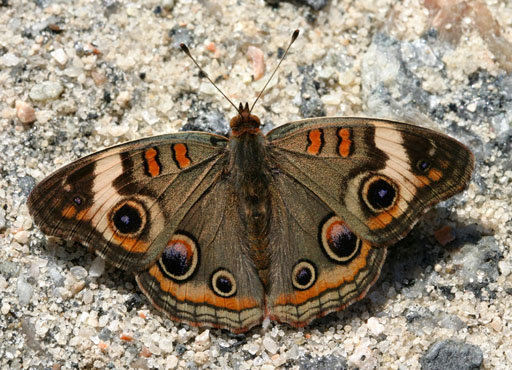
Junonia coenia
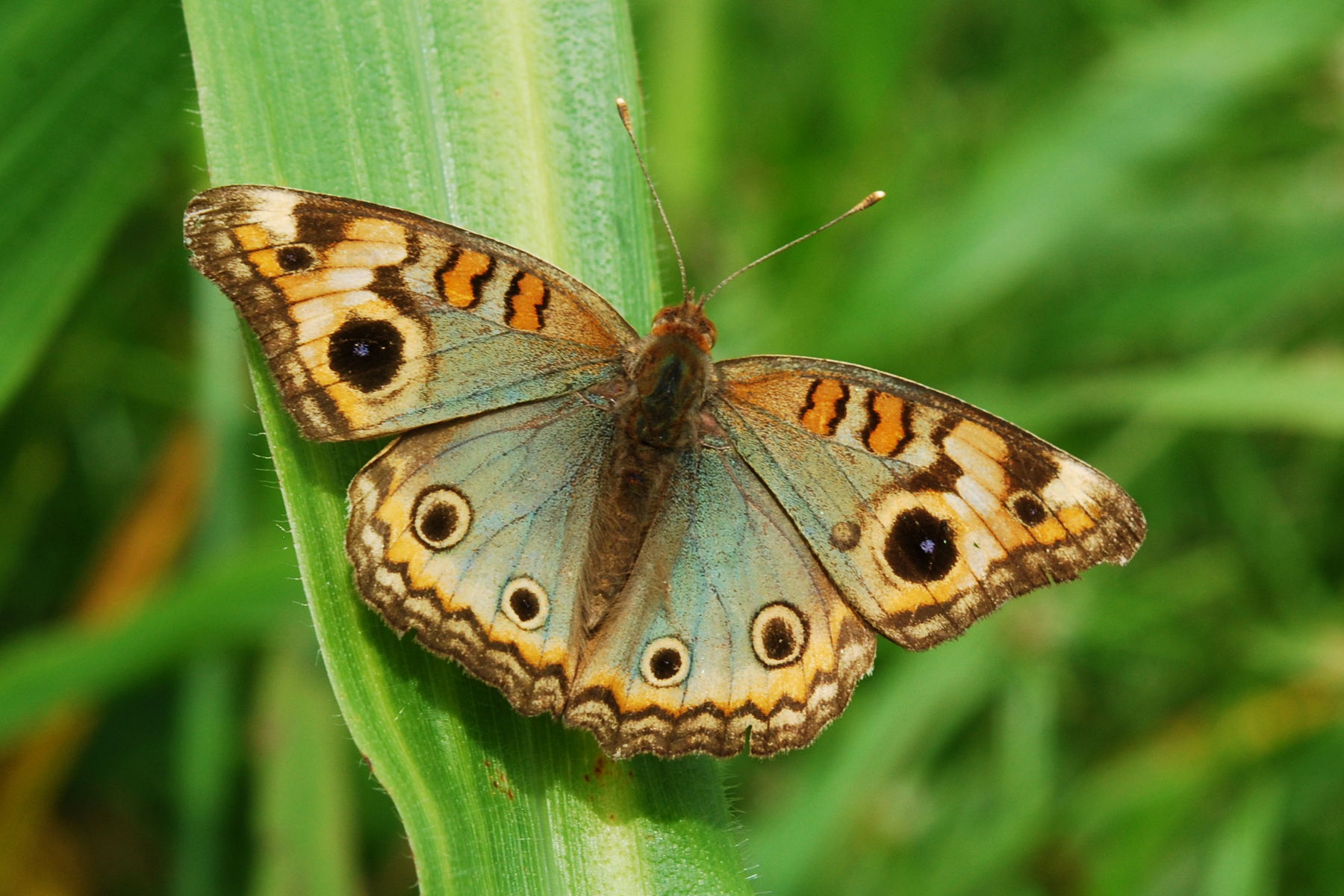
Junonia genoveva
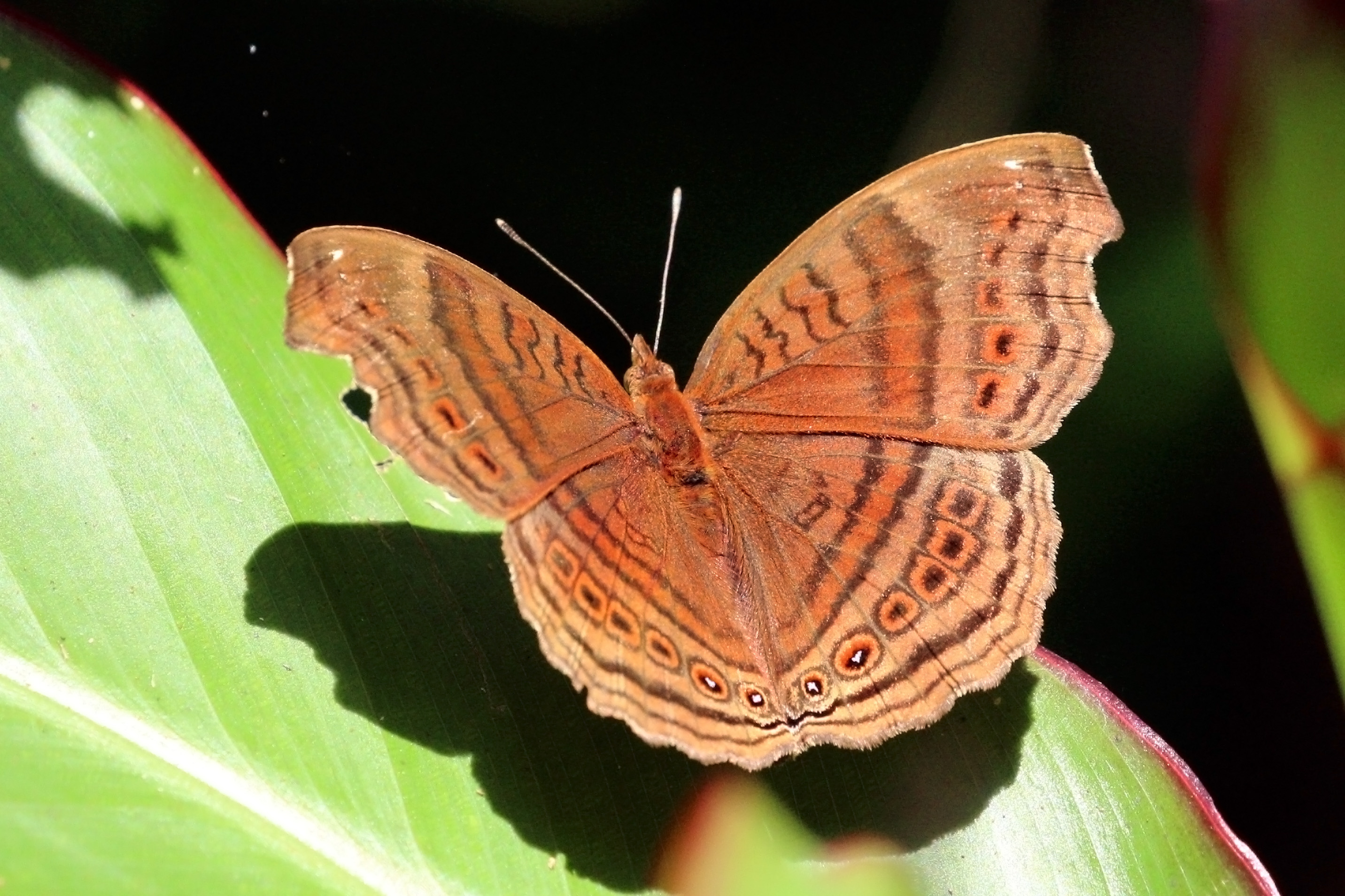
Junonia gregorii
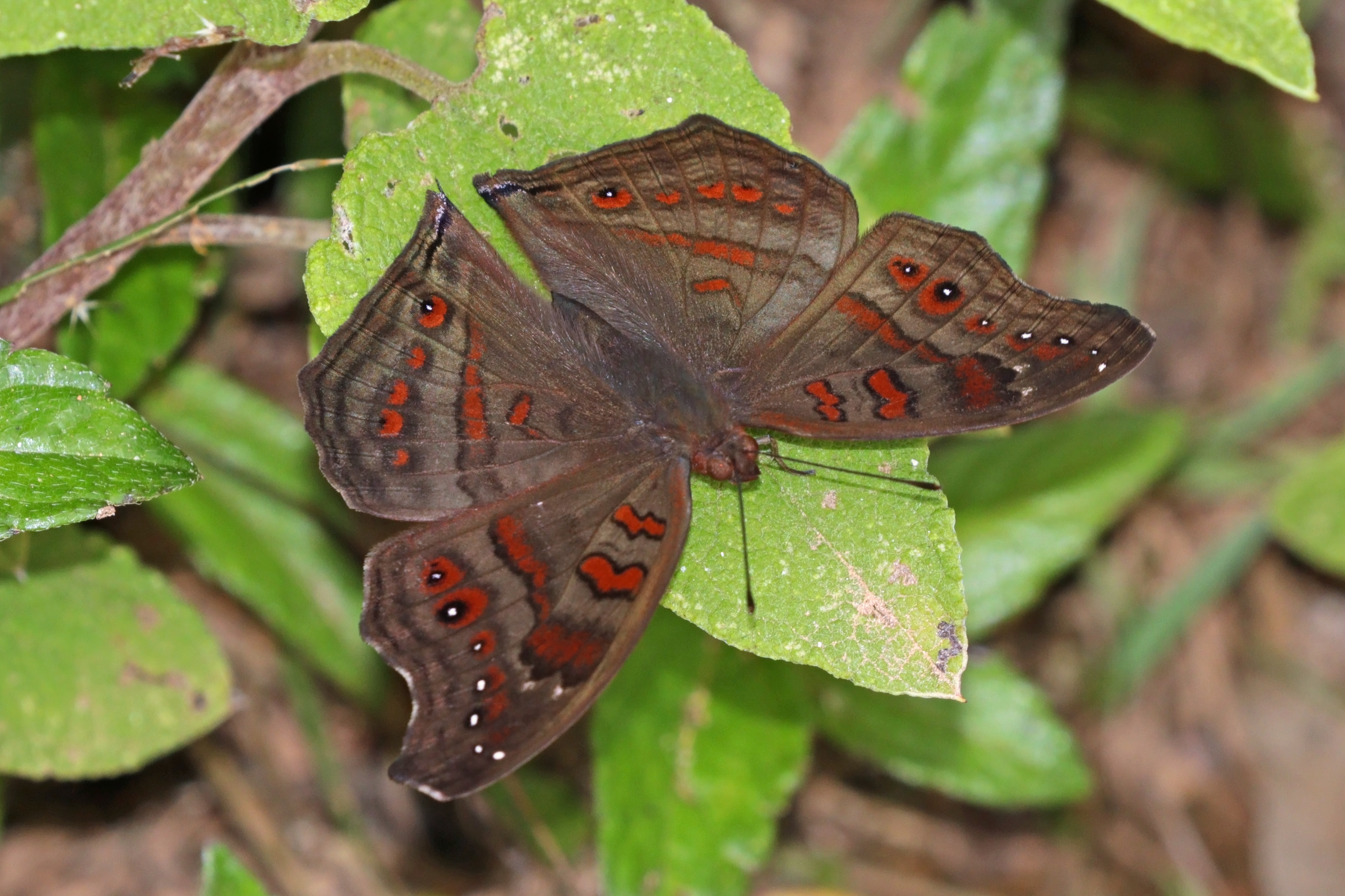
Junonia goudoti
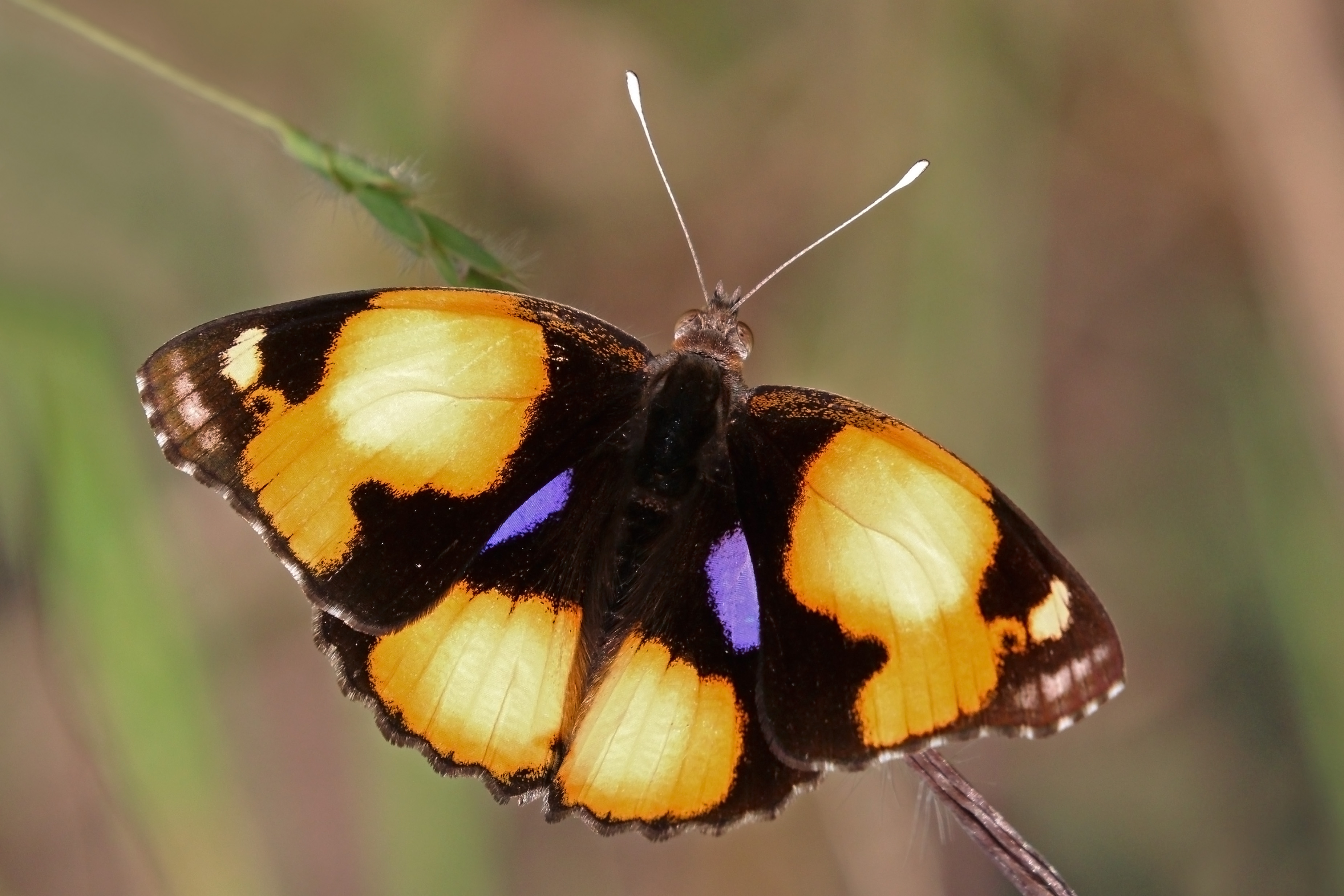
Junonia hierta
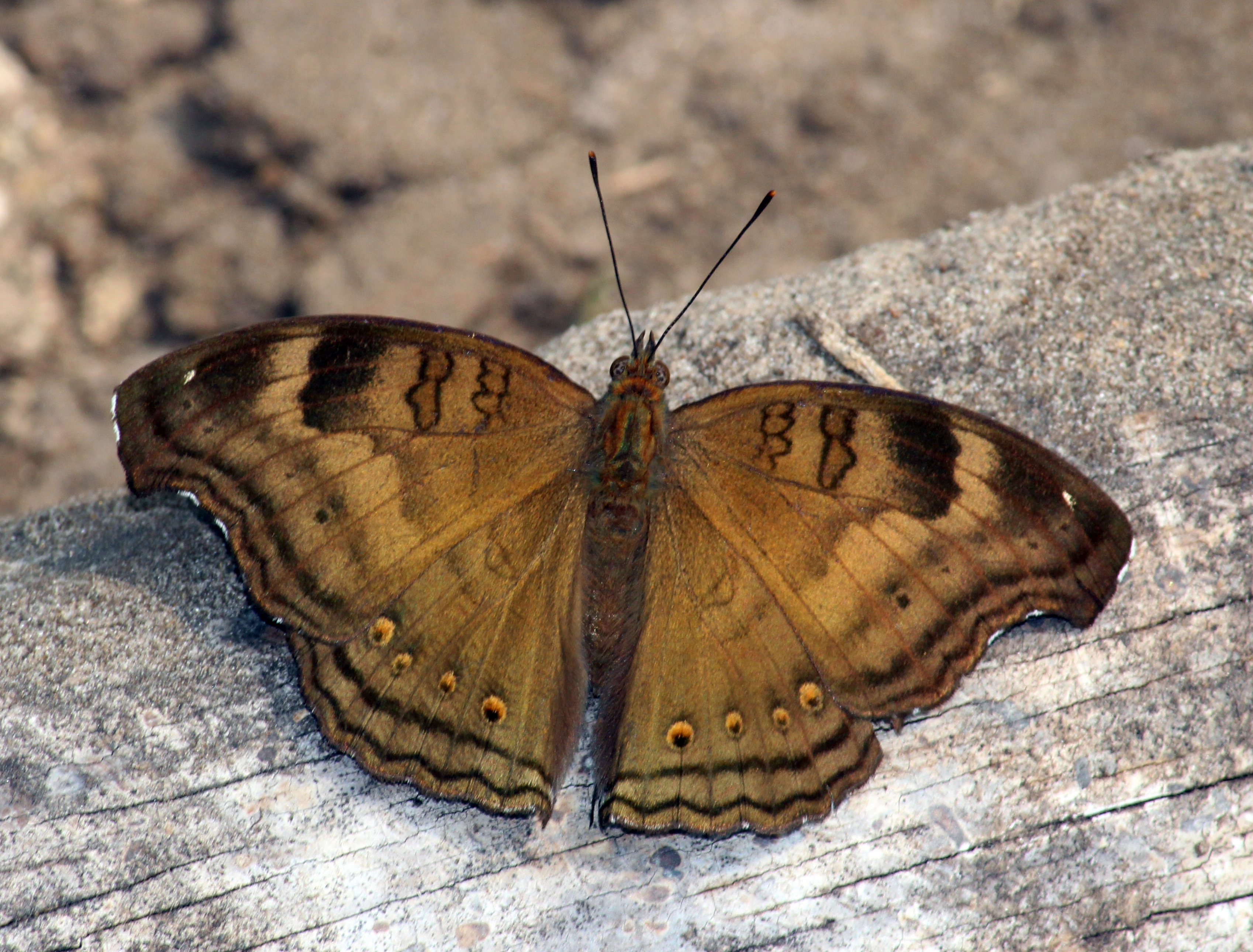
Junonia iphita
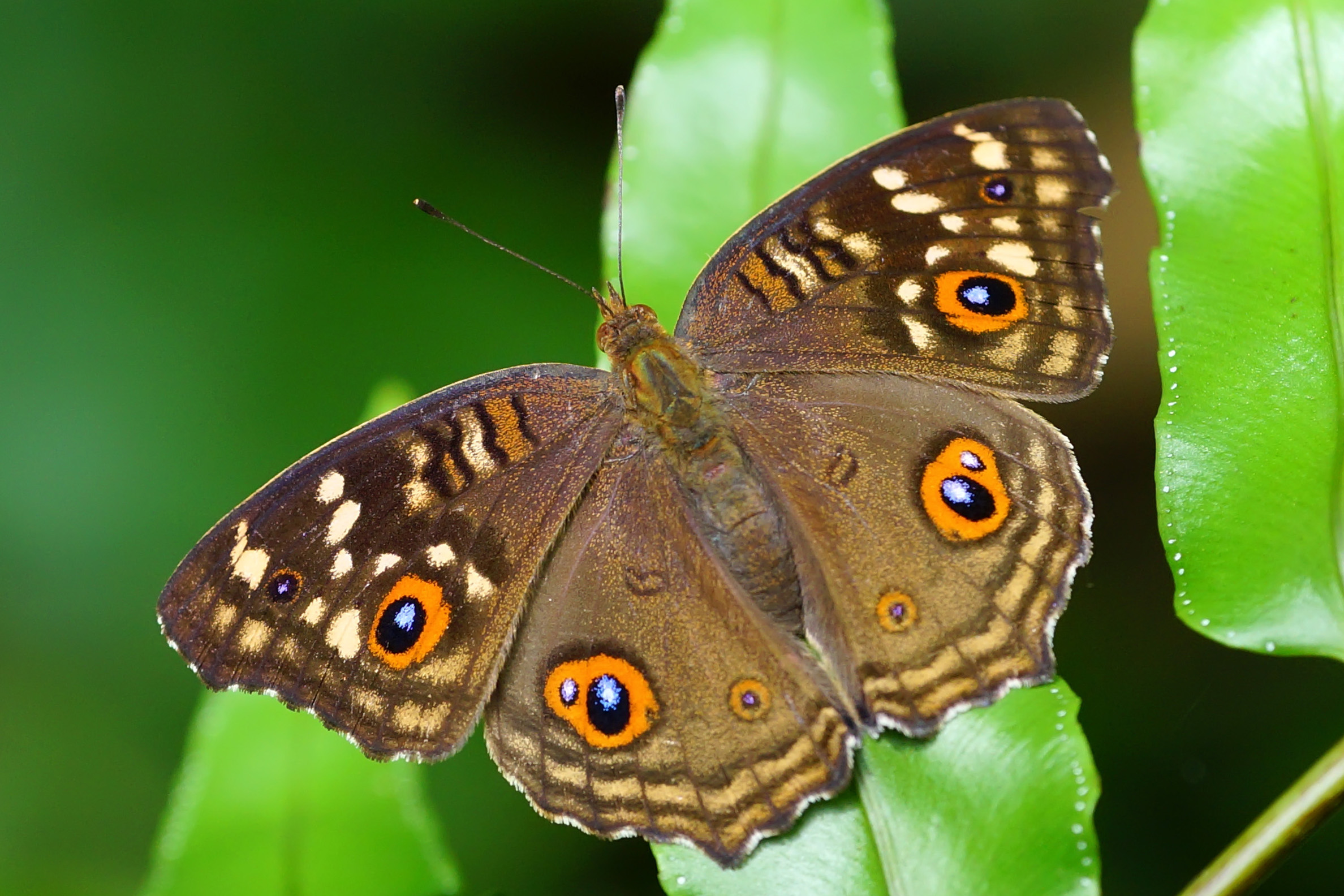
Junonia lemonias
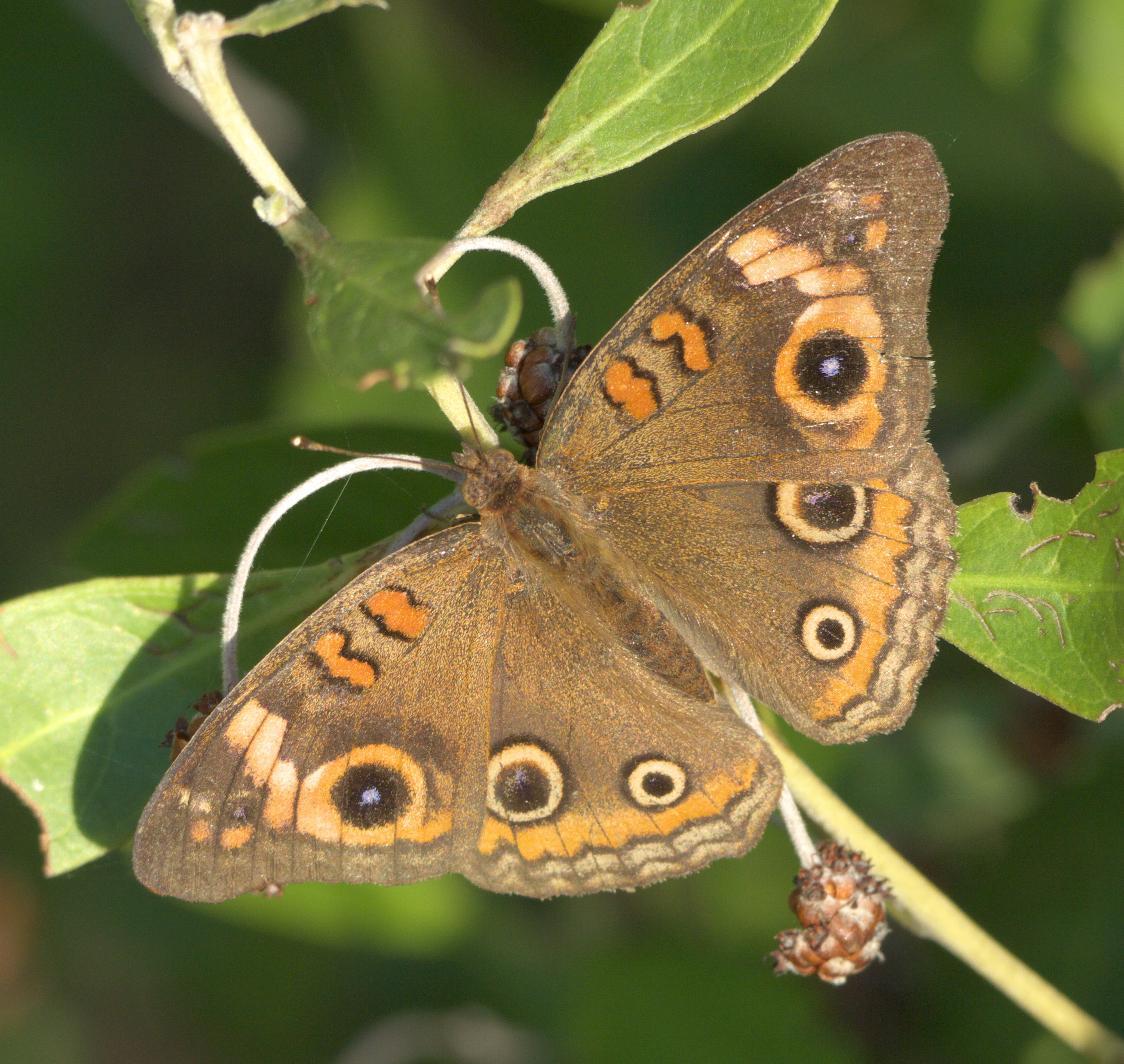
Junonia neildi
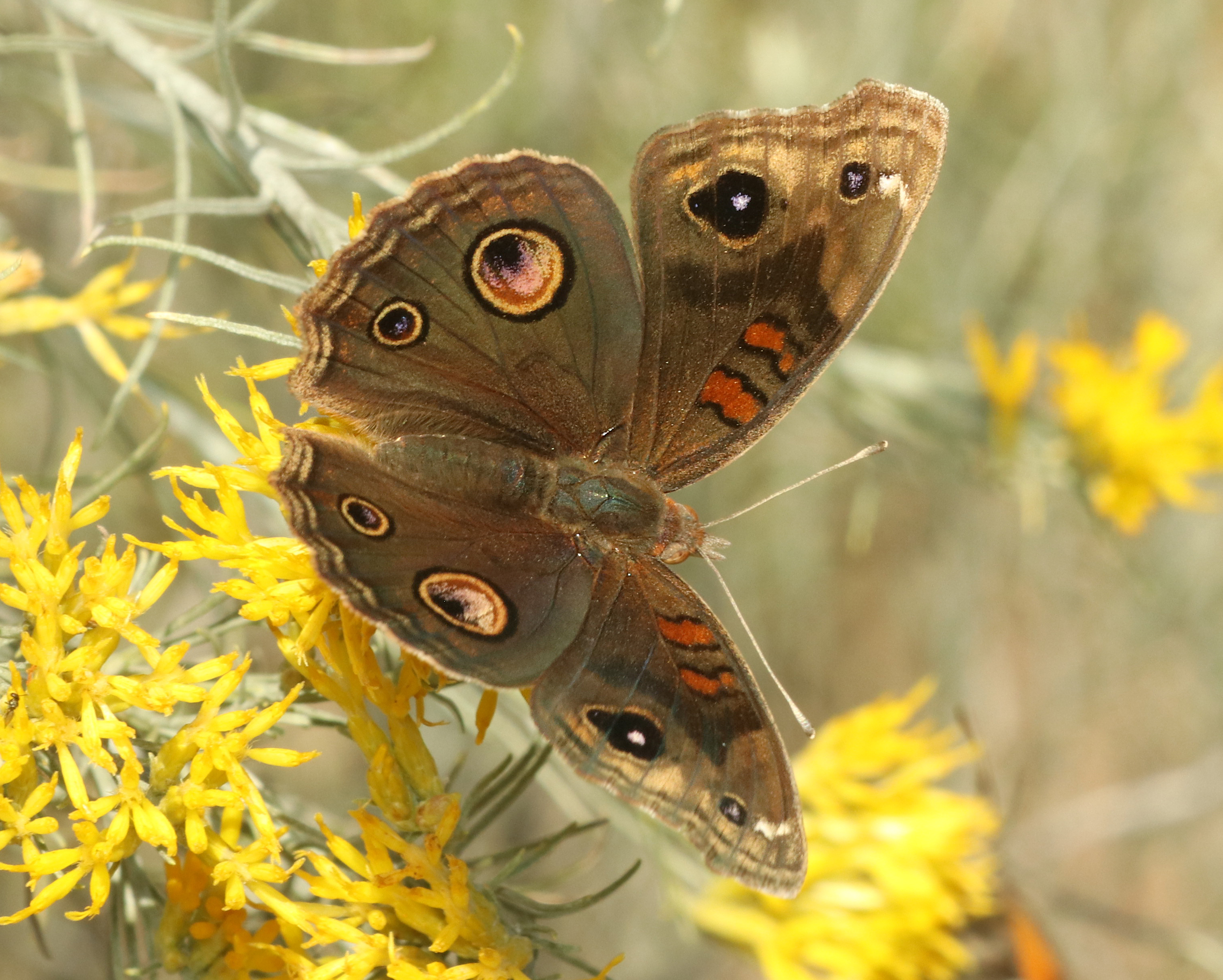
Junonia nigrosuffusa
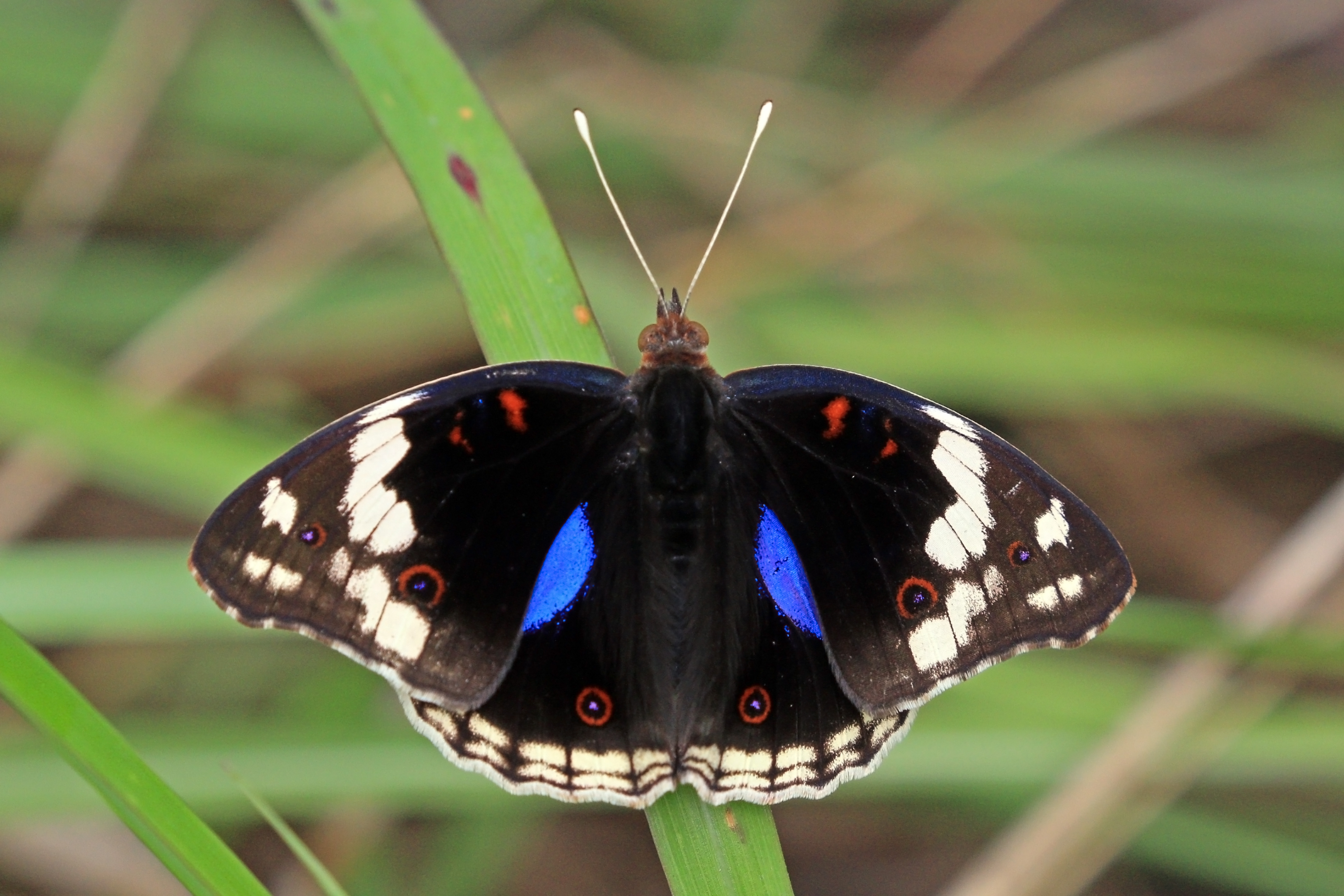
Junonia oenone
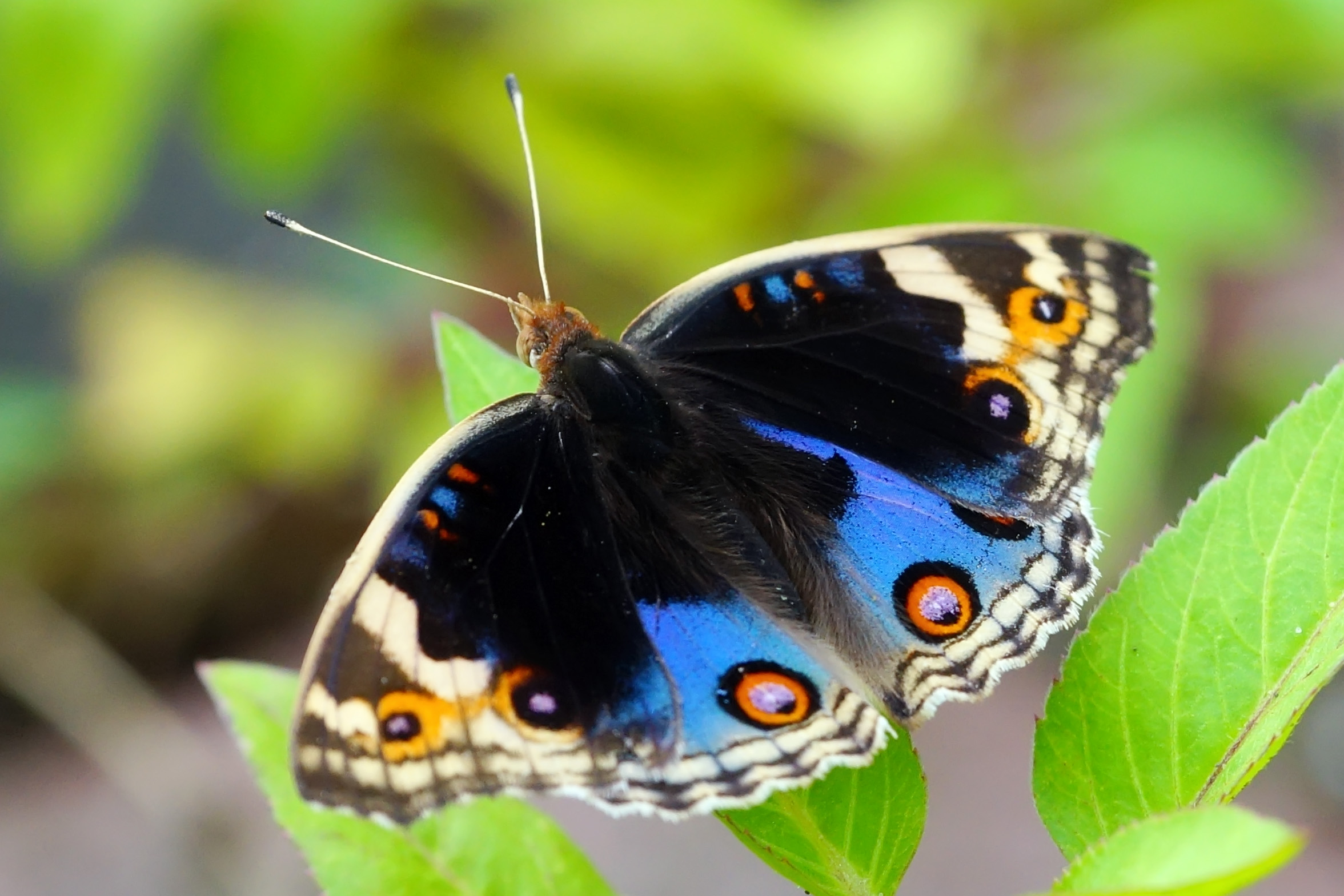
Junonia orithya
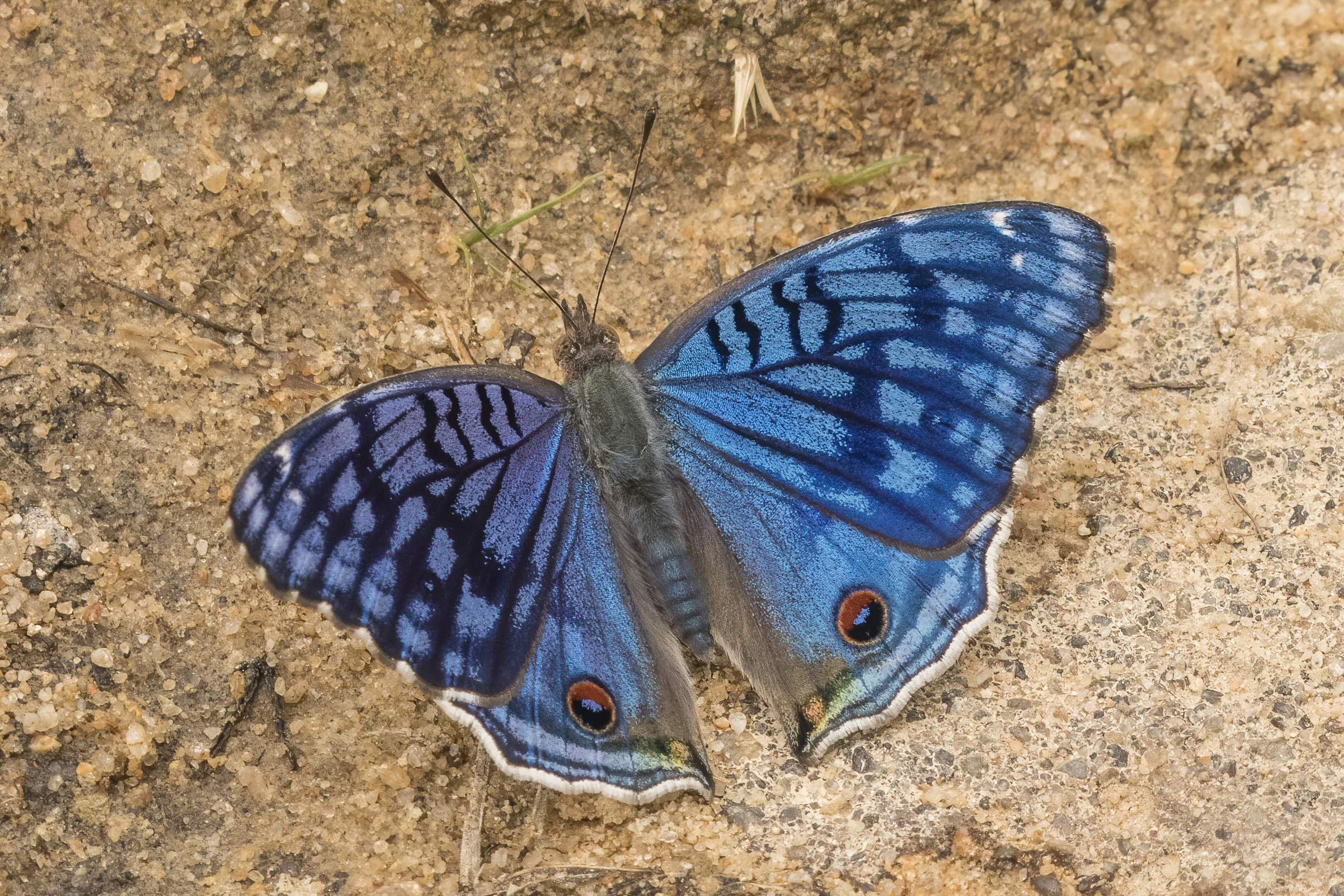
Junonia rhadama
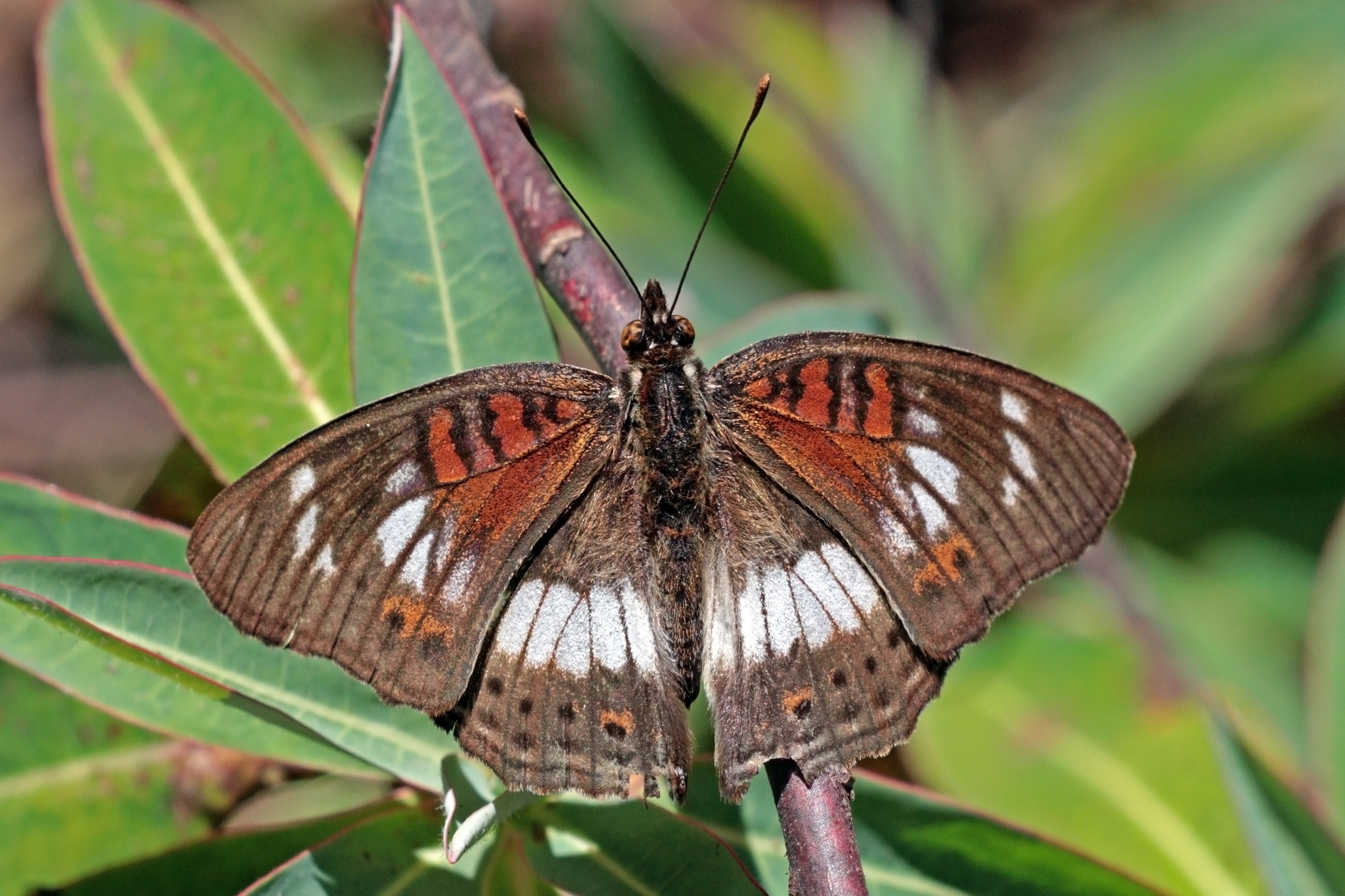
Junonia sophia
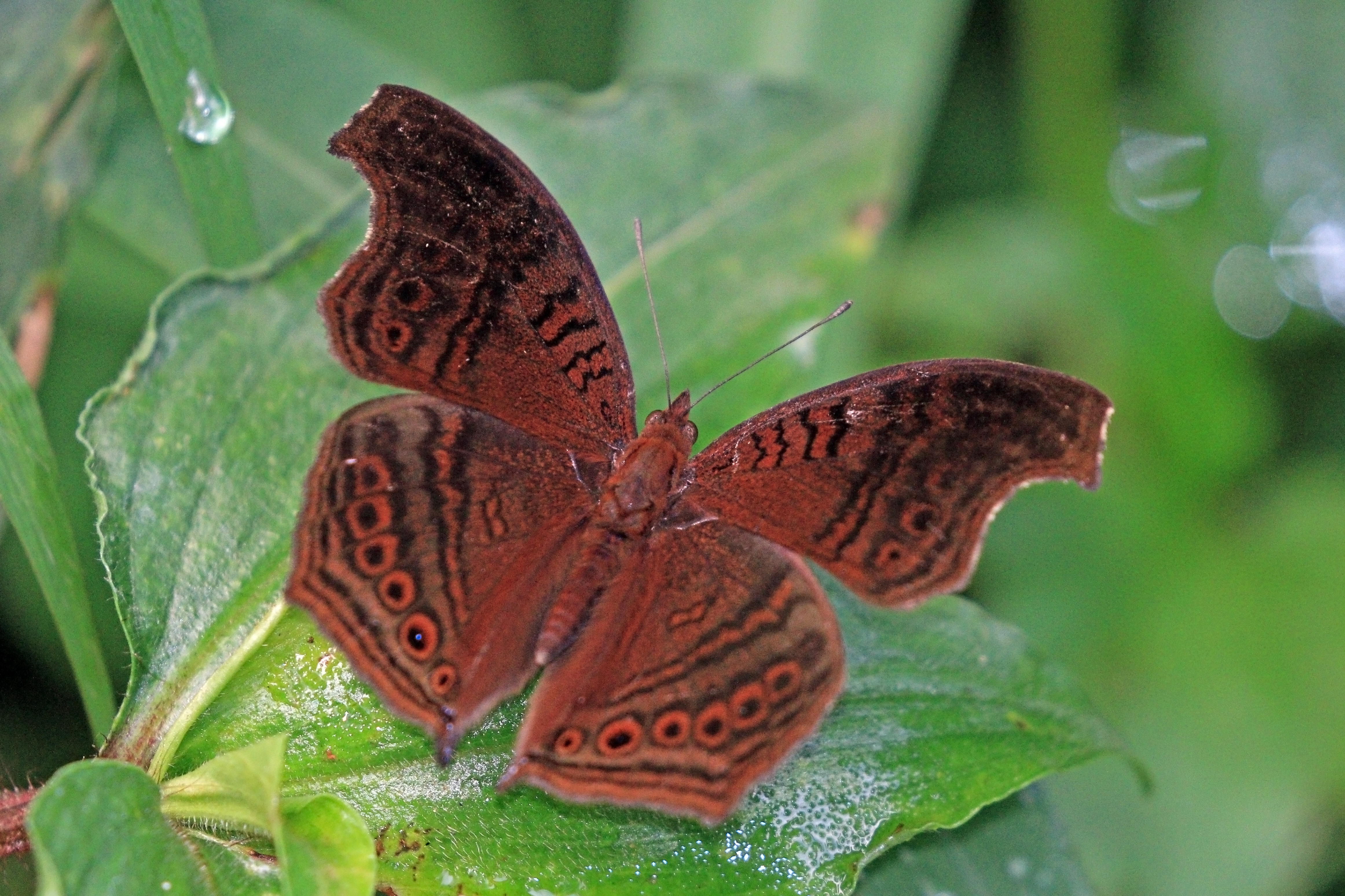
Junonia stygia
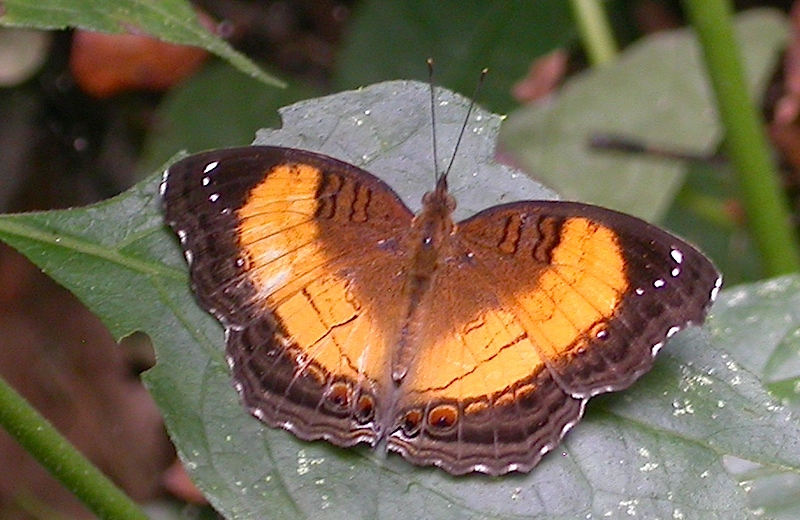
Junonia terea
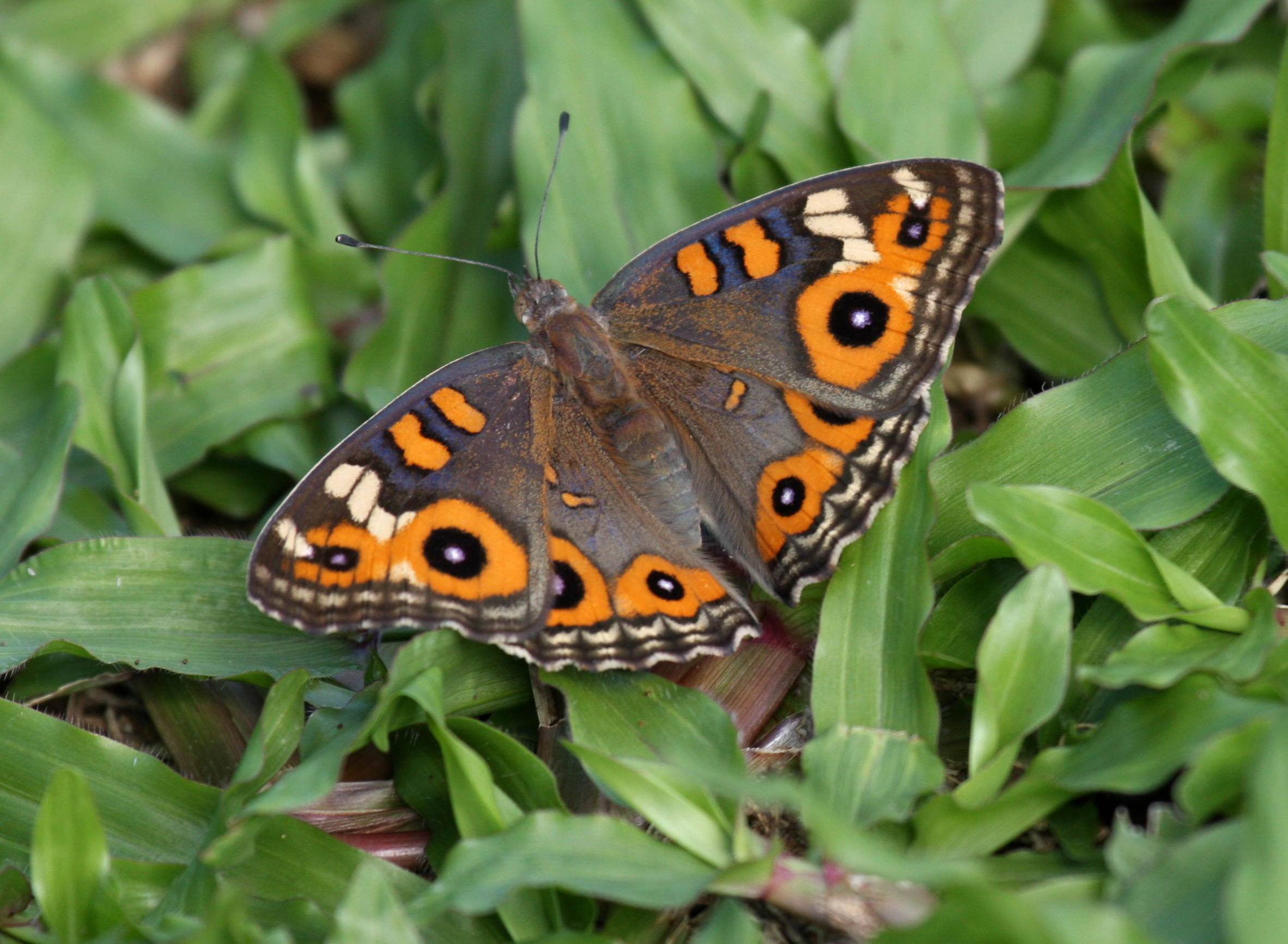
Junonia villida
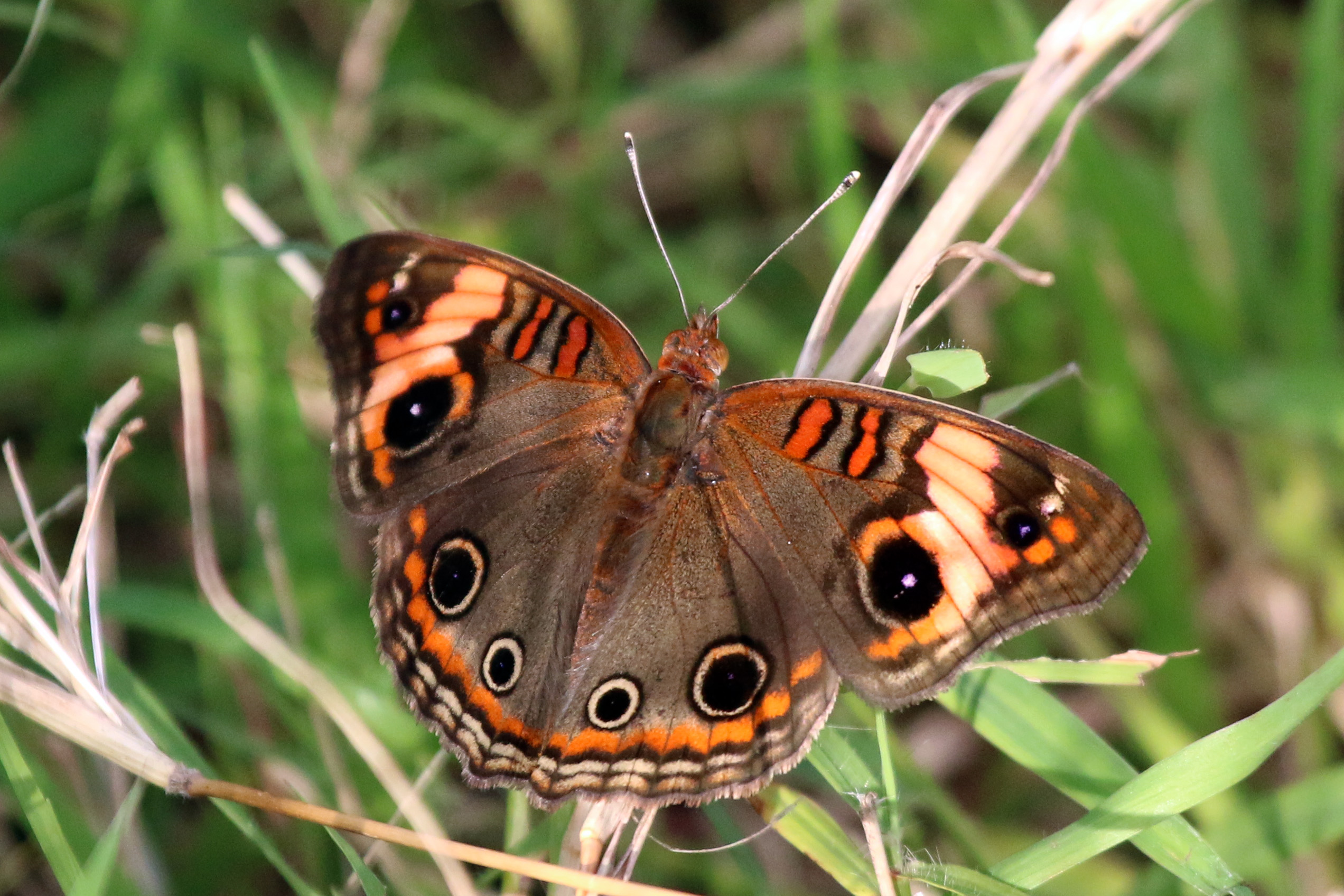
Junonia zonalis